# Sociedad Española de Ornitología

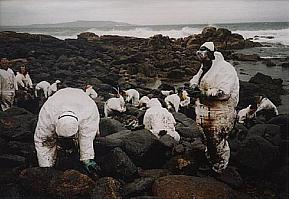
Freiwillige beim Säubern eines Strandabschnitts. Nach dem Tankerunglück vor Galicien 2003 versuchten viele Freiwillige der SEO, verölte Seevögel zu retten.

Die Sociedad Española de Ornitología (SEO) ist die spanische Vereinigung für Vogel- und Naturschutz. SEO wurde 1954 gegründet und hat circa 8.000 Mitglieder. Die Zentrale der Organisation befindet sich in Madrid, wo auch ein Teil der 50 hauptamtlichen Mitarbeiter arbeitet. SEO ist der spanische Partner von BirdLife International.